# Den učitelů

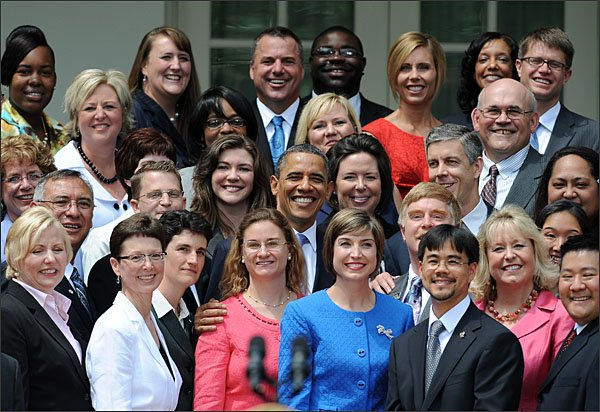
Barack Obama s učiteli

Den učitelů je dnem vyhlášeným k poctě učitelů. Termín, ve kterém se den učitelů slaví, se v různých zemích liší, často je to  na výročí významného lokálního učitele, nebo mezníku pedagogiky. 
V mnoha zemích se slaví Mezinárodní den učitelů, který připadá na 5. října. 

## Oslavy v Česku a na Slovensku
V České republice a na Slovensku se den učitelů slaví tradičně 28. března, v den výročí narození Jana Amose Komenského. Den učitelů byl vyhlášen československou vládou v roce 1955, jako morální ocenění práce pedagogů; od počátku byl spojen s vyznamenáváním zasloužilých učitelů. V tento den se od školního roku 1993/1994 vyhlašují výsledky ankety Zlatý Ámos.
28. března školy často také pořádají různé akce, věnované Komenského životu a jeho tvorbě. České ministerstvo školství tento den uděluje Plakety Jana Amose Komenského, ocenění pro nejlepší učitele.

## Mezinárodní den učitelů
V mnoha zemích světa se slaví Mezinárodní den učitelů, stanovený v roce 1994 Organizací spojených národů na 5. října. Dne  5. října 1966 byla na mezivládní konferenci UNESCO a ILO (o postavení učitelů) v Paříži přijala tzv. Charta učitelů, což je výčet doporučení, jejichž splnění by měly zajistit všechny státy OSN. Charta učitelů je považována za jeden z prvních pokusů, jak stanovit obecné principy v oblasti pedagogiky, které jsou jinak dodnes formovány převážně jednotlivými státy.
Mezinárodní den učitelů ani Den učitelů nejsou zařazeny mezi tzv. významné dny v kalendáři České republiky. V roce 2011 ministerstvo školství oznámilo, že bude usilovat o zařazení Dne učitelů  na jejich seznam.